# Sean Maguire

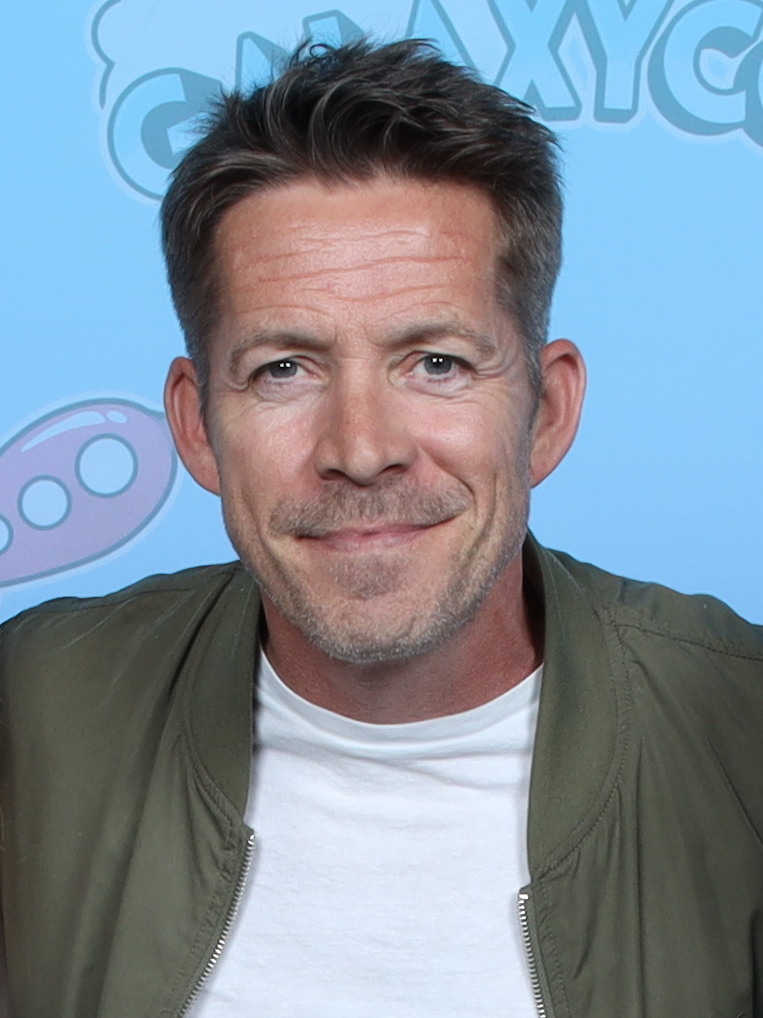
Sean Maguire (2024)

Sean Martin Michael Maguire (* 18. April 1976 in Ilford (heute London Borough of Redbridge), Essex) ist ein englischer Schauspieler und Sänger.

## Leben
Maguire wurde in Ilford geboren und hat fünf Geschwister. Seit 2001 lebt Sean Maguire mit seiner Partnerin in Los Angeles.
Im Jahr 1984, im Alter von acht Jahren, gab Sean Maguire sein Schauspieldebüt in dem Fernsehfilm A Voyage Round My Father und stand dabei neben Laurence Olivier und Alan Bates vor der Kamera. Vier Jahre später verkörperte Maguire in 46 Folgen die Rolle des Tegs Ratcliffe in der BBC-Serie Grange Hill, in der er bis 1992 mitwirkte. Durch diese Darbietung wurde er bekannt und spielte anschließend die Rolle des Aidan Brosnan in EastEnders in 62 Folgen. In der Serie Polizeiarzt Dangerfield verkörperte Maguire in 17 Folgen den Polizisten Marty Dangerfield.
In der Fantasy-Komödie Ein Kuss mit Folgen (2001) erhielt er die Hauptrolle an der Seite von Martin Short und erhielt dafür positive Kritiken. Anschließend verkörperte er von 2003 bis 2006 in 66 Folgen die Rolle des Donovan Brink in der Fernsehserie Eve. In der Comedy-Serie The Class (2006–2007) stand er gemeinsam mit Andrea Anders und Jon Bernthal vor der Kamera. Die Serie endete nach 19 Folgen und wurde in Deutschland im Jahr 2011 auf ProSieben ausgestrahlt.
2008 wurde er dann für die Rolle des Leonidas I. in der Persiflage Meine Frau, die Spartaner und ich, eine Komödie von den Regisseuren Jason Friedberg und Aaron Seltzer, besetzt. Seine Frau Königin Margo wurde von Carmen Electra verkörpert. Hauptsächlich wurde dabei die Handlung aus dem Film 300 parodiert. Im Jahr 2010 stand er für die Krimiserien Cold Case und CSI: NY für je eine Folge vor der Kamera. Außerdem verkörperte er von 2013 bis 2018 die Rolle des Robin Hood in der ABC-Serie Once Upon a Time – Es war einmal …
Neben seiner Schauspielertätigkeit brachte Sean Maguire zwei Musikalben heraus.

## Filmografie (Auswahl)
- 1984: A Voyage Round My Father
- 1988–1992: Grange Hill (Fernsehserie, 45 Folgen)
- 1992: Waterland
- 1993–1994: EastEnders (Fernsehserie, 62 Folgen)
- 1995: Polizeiarzt Dangerfield (Dangerfield, 17 Folgen)
- 2001: Ein Kuss mit Folgen (Prince Charming)
- 2003–2006: Eve (Fernsehserie, 66 Folgen)
- 2006–2007: The Class
- 2008: Meine Frau, die Spartaner und ich (Meet the Spartans)
- 2010: Cold Case – Kein Opfer ist je vergessen (Cold Case, Fernsehserie, Folge 7.15)
- 2010: CSI: NY (Fernsehserie, Folge 7.01)
- 2011/2024: Death in Paradise (Fernsehserie, zwei Folgen)
- 2012–2013: Scott & Bailey (Fernsehserie, 14 Folgen)
- 2013: Criminal Minds (Fernsehserie, Folge 8x23)
- 2013–2014: Once Upon a Time in Wonderland (Fernsehserie, Folge 1.03)
- 2013–2018: Once Upon a Time – Es war einmal … (Once Upon a Time, Fernsehserie, 56 Folgen)
- 2014: Zug um Zug (The 7.39)
- 2019–2020: The 100 (Fernsehserie, drei Folgen)
- 2021: Action Royale (Fernsehserie, sechs Folgen)
- 2022: V for Vengeance
- 2022: S.W.A.T. (Fernsehserie, zwei Folgen)
- 2023: A Snowy Day in Oakland

## Diskografie

### Alben
| Jahr | Titel        | Höchstplatzierung, Gesamtwochen, AuszeichnungChartsChartplatzierungen (Jahr, Titel, Platzierungen, Wochen, Auszeichnungen, Anmerkungen) | Anmerkungen |
| Jahr | Titel        | UK | Anmerkungen |
| ---- | ------------ | --- | ----------- |
| 1994 | Sean Maguire | UK75 (2 Wo.)UK |             |
| 1996 | Spirit       | UK43 (2 Wo.)UK |             |

Weitere Alben
- 1998: Greatest Hits

### Singles
| Jahr | Titel Album                     | Höchstplatzierung, Gesamtwochen, AuszeichnungChartsChartplatzierungen (Jahr, Titel, Album, Platzierungen, Wochen, Auszeichnungen, Anmerkungen) | Anmerkungen |
| Jahr | Titel Album                     | UK | Anmerkungen |
| ---- | ------------------------------- | --- | ----------- |
| 1994 | Someone to Love Sean Maguire    | UK14 (8 Wo.)UK |             |
| 1994 | Take This Time Sean Maguire     | UK27 (6 Wo.)UK |             |
| 1995 | Suddenly Sean Maguire           | UK18 (5 Wo.)UK |             |
| 1995 | Now I’ve Found You Spirit       | UK22 (3 Wo.)UK |             |
| 1995 | You to Me Are Everything Spirit | UK16 (3 Wo.)UK |             |
| 1996 | Good Day Spirit                 | UK12 (5 Wo.)UK |             |
| 1996 | Don’t Pull Your Love Spirit     | UK14 (4 Wo.)UK |             |
| 1997 | Today’s the Day                 | UK27 (3 Wo.)UK |             |